# Trentino TV
Der italienisch-deutsch-ladinische private Fernsehsender Trentino TV, vormals Telecommerciale Alpina (TCA), wurde 1981 in Bozen, Südtirol erstmals ausgestrahlt. Der Sendersitz ist in Bozen und in Trient. Die Themen umfassen Nachrichten und Lokales im Raum Trentino-Südtirol.
Mit dem Aufkommen des digitalen terrestrischen Fernsehens unterzog sich Telecommerciale Alpina einer radikalen Verjüngungskur und änderte 2009 seinen Namen in Trentino TV, oft noch mit dem Akronym TCA. Der Sender fungierte fortan als Muttergesellschaft für die zugehörigen Spartensender, die speziell auf die drei Minderheiten Ladinisch, Fersentalerisch und Zimbern eingehen. Die Spartenkanäle sind:
- Alto Adige TV
- Südtirol TV (auf Deutsch)
- Tele Minoranze Linguistiche (TML, dt.: Fernsehen der sprachlichen Minderheiten)
- TNN
- SHOP in TV
- InfoTrentino